# タタ・スモー グランデ
スモー グランデおよびムーヴァス(Sumo Grande / MOVUS)は、インドの自動車メーカータタ・モーターズが2008年から2016年まで製造販売していた中型SUVである。2014年に車名をムーヴァスに変更した。 

## スモー グランデ（2008-2010）
スモー・グランデ（開発段階でのコードプロジェクトPhoenix ）は、タタ・モーターズにより、1994年のスモーから派生したリアエンドを改良したボディオンフレーム X2プラットフォームを用い開発された中型SUVである。タタ・キセノンと同様、イギリスのConcept Group International LTDによって設計された。この車はもともとスモーの第2世代、タタ車の中でサファリの下に位置することを目的としたが、旧型スモーが値下げによりインドにおいて商業的に成功したことから生産が継続され、スモー・グランデは旧モデルと入れ替わりではなく並行して売られた。開発の一部はIAV India Private Ltd.に委託されている。
全長は4,421mmで旧スモーより少し短い。7人乗りと8人乗りが選べ、のちには9人乗り仕様も登場した。X2シャーシはキセノンと同じダブルウィッシュボーン形式のフロントサスペンションを持つ。デビュー時のエンジンは2.2LのコモンレールディーゼルDicor VGT・120馬力で、これは同じエンジンのサファリより20馬力低い。後輪駆動仕様のみで、サファリとの社内競合を避けるため安全装備（ABS、ESP、エアバッグ）は装備されない。審美的に、形式上は旧スモーにインスパイアされているがよりモダンな5ドアボディを持つ。インテリアは旧スモーと同じ。3列目シートは2人または3人乗りのベンチであるが、旧スモーはシングルフォールディング式のシートである。

## スモー グランデMK II（2010-2014）
スモー グランデMK IIは、多岐にわたる変更がされたマイナーチェンジモデルで、快適性を良くするため特にリアサスペンションが変更されている。ステアリングは旧型のそれがあまりダイレクトではないと批判されていたため、改良された。外観では新しいフロントグリルと、リスタイルされた方向指示器を採用した。インテリアではドアパネルに新しい木目調パネルとファブリックを採用した。また、9人乗り仕様も2つの折り畳み式リアシートを備えてデビューした。
2011年、車名から「スモー」が消え、単に「タタ・グランデ」と呼ばれるようになった。

## タタ・ムーヴァス（2014-2016）
2014年、継続生産されている初代スモーとの混同を避けるため、マイナーチェンジとともにスモー・グランデの名は放棄され「ムーヴァス」に移行したが、車の特徴は変わなかった。変更はインテリアのトリムおよび白と銀に絞られたボディカラーに限られ、装備は貧弱になった。バンパーはもはや塗装されておらず素地のプラスチックで、定価は大幅に引き下げられた。エンジンは2.2Lの「Dicor」コモンレールディーゼル120馬力のまま。しかし販売は期待外れで、2015年には2016年の生産終了が発表された。直接の後継車はないが、部分的には初代スモー（1994年発売）が改良を重ねながら継承している。

## スモー グランデの仕様
| 仕様                      | 値                                                              |
| ------------------------- | --------------------------------------------------------------- |
| 最高速度                  | 140 km/h (87 mph)                                               |
| 0から100 km / h（62 mph） | 17.6秒                                                          |
| エンジン型式              | 2.2L DICOR、32ビットECUおよび可変ジオメトリーターボチャージャー |
| 排気量                    | 2179 cc                                                         |
| 出力                      | 120 PS (88 kW; 120 hp) / 4000rpm                                |
| トルク                    | 250 N⋅m (180 lb⋅ft) / 1500rpm                                   |
| バルブ機構                | DOHC                                                            |
| シリンダー構成            | 直列4気筒                                                       |
| 燃料のタイプ              | ディーゼル                                                      |
| 燃料システム              |                                                                 |
| 最小回転半径              | 5.3メートル                                                     |
| 車輪の大きさ              | 16インチ                                                        |
| タイヤ                    | 235/70R16（チューブレス）                                       |
| 地上高                    | 205mm / 8.07インチ                                              |